# Gravity Kills
Gravity Kills est un groupe de rock industriel américain, originaire de Jefferson City, dans le Missouri. Le groupe est formé en 1994 et séparé en 2003. Il revient plus tard en 2005.

## Biographie

### Débuts et succès (1994–1996)
Gravity Kills est formé en 1994, à Jefferson City, dans le Missouri. Il obtient son premier tube avec le titre Guilty extrait de l'album Gravity Kills. Les apparitions sur les bandes originales des films Mortal Kombat, Seven et du jeu vidéo Test Drive Off-Road contribuent fortement à leur succès. Les seuls autres succès sont Falling de l'album Perversion et One Thing de l'album Superstarved.
Le groupe publie son premier album, éponyme, en mars 1996. L'album atteint la première place des Billboard Heatseekers. Pendant cette année, ils partent en tournée en soutien à groupes du label TVT Records comme Sevendust ou Pigface. Avec le succès de son premier album, le groupe s'établit rapidement dans la scène rock comme l'un des jeunes groupes industriels prometteurs,. Le premier album de Gravity Kills est un succès international et atteint les classements notamment au Royaume-Uni, en Allemagne et en France.

### ManipulatedetPerversion(1997–2001)
En 1997, TVT Records publie un album remix intitulé Manipulated qui comprend des remixes et reprises de leur premier album, en particulier des chansons Guilty, Blame, Enough, Down et Here. Le 19 avril 1998, Jeff Scheel est atteint d'un problème de santé lors d'un concert le 19 avril à l'University Wellness and Activities de San Antonio, au Texas.
Le groupe publie son deuxième album, Perversion, le 9 juin 1998. L'album n'obtient pas le succès contrairement à son prédécesseur, mais se vend bien, atteignant la 107e place du Billboard Top 200. Le single Falling est inclus dans la bande son du je uvidéo Test Drive 5 aux côtés des groupes Pitchshifter, Fear Factory, Junkie XL et KMFDM, et Drown atteint les classements allemands. Le 1er juillet 1998, au Summerfest de Milwaukee, dans le Wisconsin, le public scande Fuck you! (« va te faire foutre ») sur Jeff Scheel, à leur passage à la radio locale Lazer 103 FM. Le DJ tentera de calmer la foule, mais ne pourra rien faire, son micro ayant un problème. En août 1999, le batteur Kurt Kerns quitte le groupe pour se consacrer à sa famille et à l'architecture. Le guitariste et ami de Kurt, Matt Dudenhoeffer, expliquera qu'il est resté en bons termes avec le groupe et qu'il leur rendra souvent visite en studio. Le groupe se sépare ensuite de TVT Records et signe au label Sanctuary Records.

### Superstarvedet séparation (2002–2003)
Le 19 mai 2002, Sanctuary Records publie le troisième et dernier album du groupe, Superstarved. La version britannique est distribuée par Mayan Records, et la version japonaise est distribuée par Victor Entertainment. Peu après la sortie de l'album, le 3 mai 2002, le claviériste Doug Firley se blesse sérieusement aux mains à Allentown, en Pennsylvanie, pendant un concert à guichet fermé. En 2003, à la suite de cet incident, ainsi que du manque de support de la maison de disques, ce qui ne leur permet pas de terminer la tournée de Superstarved, le groupe décide de se séparer.

### Réunion (depuis 2005)
Gravity Kills se réunit le 28 octobre 2005 pour jouer dans The Killoween Freakshow, un festival créé par eux-mêmes à Saint-Louis dans le Missouri.
Le 14 janvier 2011, Jeff Scheel publie un clip inédit de la chanson Down sur YouTube.

## Membres

### Membres actuels
- Jeff Scheel – chant (1994-2003, depuis 2005)
- Matt Dudenhoeffer – guitare (1994-2003, depuis 2005)
- Doug Firley – basse, claviers (1994-2003, depuis 2005)
- Kurt Kerns – basse, batterie (1994-1999, depuis 2005)

### Ancien membres
- Brad Booker – batterie (2000-2003)

### Invités
- Stephen F Wasser, Jr – guitare (depuis 2016)
- Greg Miller – batterie en live (septembre 1998)

## Discographie

### Albums studio
- 1996 : Gravity Kills
- 1998 : Perversion
- 2002 : Superstarved

### Remixes
- 1997 : Manipulated

### Singles
- 1996 : Guilty
- 1996 : Enough
- 1996 : Blame
- 1998 : Alive
- 1998 : Falling
- 2002 : One Thing
- 2002 : Love, Sex and Money
- 2003 : Personal Jesus (reprise de Depeche Mode)